# William LeBaron
William LeBaron (Elgin, 16 febbraio 1883 – Santa Monica, 9 febbraio 1958) è stato un produttore cinematografico statunitense.

## Biografia
William LeBaron era nato a Elgin il 16 febbraio 1883. Dopo aver frequentato la scuola superiore, frequentò l'Università di Chicago e l'Università di New York, iniziando poi a scrivere spartiti musicali per spettacoli di Broadway. Successivamente scrisse alcune riviste, per poi trasferirsi in California nel 1924. Entrò a far parte dell'American Society of Composers, Authors and Publishers (ASCAP) nel 1933 e, in seguito, divenne responsabile di produzione in diversi studi cinematografici, tra i quali RKO, Paramount e 20th Century Fox.
William LeBron morì il 9 febbraio 1958, a 74 anni. LeBron era sposato con Mabel Hollins, un'attrice britannica di commedie musicali.

## Filmografia parziale
- Gli eroi del deserto (Beau Geste), regia di Herbert Brenon (1926)
- It's the Old Army Game, regia di A. Edward Sutherland (1926)
- Love 'Em and Leave 'Em', regia di Frank Tuttle (1926)
- The Show Off, regia di Malcolm St. Clair (1926)
- La ragazza del bacio (Street Girl), regia di Wesley Ruggles (1929)
- Rio Rita, regia di Luther Reed (1929)
- Hit the Deck, regia di Luther Reed (1929)
- The Case of Sergeant Grischa, regia di Herbert Brenon (1930)
- Conspiracy, regia di Christy Cabanne (1930)
- I pionieri del West (Cimarron), regia di Wesley Ruggles (1931)
- The Lady Refuses, regia di George Archainbaud (1931)
- Kept Husbands, regia di Lloyd Bacon (1931)
- Lady Lou (She Done Him Wrong), regia di Lowell Sherman (1933)
- Baby Face, regia di Alfred E. Green (1933)
- Non sono un angelo (I'm No Angel), regia di Wesley Ruggles (1933)
- Belle of the Nineties, regia di Leo McCarey (1934)
- Che bel regalo (It's a Gift), regia di Norman Z. McLeod (1934)
- Annie del Klondike (Klondike Annie), regia Raoul Walsh (1936)
- Resa d'amore (The Princess Comes Across), regia di William K. Howard (1936)
- Till We Meet Again, regia di Robert Florey (1936)
- Il sentiero della vendetta (Born to the West), regia di Charles Barton (1937)
- I filibustieri (The Buccaneer), regia di Cecil B. DeMille (1938)
- Guanti d'oro (Golden Gloves), regia di Edward Dmytryk (1940)
- Dr. Cyclops, regia di Ernest B. Schoedsack (1940)
- Tre settimane d'amore (Weekend in Havana), regia di Walter Lang (1941)
- Voglio essere più amata (Orchestra Wives), regia di Archie Mayo (1942)
- Tra le nevi sarò tua (Iceland), regia di H. Bruce Humberstone (1942)
- In montagna sarò tua (Springtime in the Rockies), regia di Irving Cummings (1942)
- Banana split (The Gang's All Here), regia di Busby Berkeley (1943)
- Stormy Weather, regia di Andrew L. Stone (1943)
- La fidanzata di tutti (Pin Up Girl), regia di H. Bruce Humberstone (1944)
- Sinfonie eterne (Carnegie Hall), regia di Edgar G. Ulmer (1947)